# غلامحسین جهانشاهی
غلامحسین جهانشاهی (زاده ۱۲۹۹ خورشیدی − درگذشته ۱۳۸۳) سیاست‌مدار و اقتصاددان اهل ایران بود.

## زندگی‌نامه
غلامحسین جهانشاهی؛ فرزند میرزا شفیع جهانشاهی تبریزی، متولد ۱۲۹۹ خورشیدی. بعد از انجام تحصیلات ابتدائی و متوسطه، وارد دانشکده حقوق شد و در علم اقتصاد درجه لیسانس گرفت و به وکالت دادگستری پرداخت. سپس عازم پاریس شد و از دانشگاه پاریس درجه دکترای اقتصاد دولتی دریافت کرد. بعد از مراجعت به ایران، مدتی وکیل دادگستری بود. بعد در کابینه حسین علاء که دکتر سجادی وزیر دارائی شد، به مدیریت کل دفتر وزارتی رسید. در انتخابات دوره نوزدهم، کاندیدای وکالت مجلس شد و از تهران به نمایندگی انتخاب گردید.
در دوره بیستم نیز این سمت را حفظ کرد. در کابینه اسدالله علم که در ۱۳۴۱ تشکیل یافت، وزیر بازرگانی بود. مدتی هم نیابت تولیت بنیاد پهلوی را عهده دار‌شد.
پس از انقلاب در سال ۱۳۶۰ دکتر جهانشاهی ایران را به مقصد فرانسه ترک نمود.
او برادر عبدالعلی جهانشاهی است.